# 豆サラダ
豆サラダ（まめサラダ、英: bean salad）は、サヤインゲンやインゲンマメ、ヒヨコマメ、赤インゲンマメ等の様々な豆から作られるサラダである。他に具材としてタマネギ、ピーマンやその他の野菜が用いられ、ヴィネグレットソースやブイヨンで味付けされる。砂糖を加えて甘みを出すこともある。オオムギ、パスタ、麺、米等を加えることもある。

## 歴史
この種のサラダは持ちが良いため、少なくとも19世紀からピクニックや外出のために作られていた。

## 栄養
豆には、大量の食物繊維が含まれている。茹でた豆1カップは、9 - 10 gの食物繊維を含む。可溶性食物繊維は、血中コレステロール濃度を低下させる。また豆は、高タンパク質であり、複雑な炭水化物や鉄も多く含む。肉の代替として豆サラダを食べる場合、茹でた豆3/4カップを1人前として、成人は1日に2人前（女性）か3人前（男性）を食べることが推奨されている。